# 莱博维兹的赞歌
《莱博维兹的赞歌》（英語：A Canticle for Leibowitz）是美国天主教科幻小说作家小沃尔特·M·米勒于1959年出版的小说。该书获1961年雨果奖。该书的主题是信仰、知识、权力，特别是通过核战争和天主教，对人类文明的影响。该书广泛引用天主教知识，包括不少拉丁文。

## 情节简介
全书分三部分：
- Fiat Homo（『要有人』，引自《创世纪》）。20世纪后半叶，全球核大战爆发，幸存者们愤怒之下不加区分地烧毁书籍、处死知识分子，把人类社会带回到黑暗时代。原先在美军工作的犹太裔电子工程师伊萨克·爱德华·莱博维兹逃到一个修道院[1]，改信了天主教，并创立了通过偷藏、抄写来保存书籍文化的「莱博维兹教团」。莱博维兹最后在暴民的手中殉教，但教团一代代的修道士在他死后继续抄写修道院的藏书。
26世纪的一天，小沙弥杰拉德偶然发现了一个古老的辐射隐蔽所，内有莱博维兹的一些手迹。时值教团正在争取莱博维兹的封圣；杰拉德先被修道院院长，后被新罗马的教廷使节质疑发现手迹的经过。经过多年磨难，杰拉德正式出家并成了一名抄写员，花15年的时间精心把莱博维兹手迹中的一张电路图（虽然没人懂得其含义）抄写和描金。之后，莱博维兹终于被封圣，杰拉德被派去新罗马参加了仪式，去的路上随身所带描金电路图被劫。回来的路上杰拉德被劫道者杀害，一开头给他指出辐射隐蔽所的神秘旅人將他的死讯报告给修道院。
- Fiat Lux （『要有光』，引自《创世纪》）。时间前进到32世纪，修道院还在一如既往地抄书，而在修道院外一波新的文艺复兴正在开始。一个新兴王国「德州-阿肯色」雄心勃勃地计划着把分散聚居的部落统一起来。国王的同父异母弟弟，科学家塔迭欧来修道院查询书籍，并观看一个修道士重新发明的发电机和电弧灯。但塔迭欧此行的另一个目的—为国王做军事侦察—被修道院院长识破，其随身士兵画的修道院地形图在临走时被没收。院长保罗期间还拜访了附近山上一个老隐士（有证据说明他是上章的神秘旅人），讨论当前政局对修道院的影响。然而，王国重新统一北美大陆已是大势所趋。
- Fiat Voluntas Tua （『願祢的旨意行在地上』，引自主禱文）。38世纪，人类不但重建文明，而且发展到了更高的水平；星际航行成为现实，然而全世界的两个超级大国：德州-阿肯色和「亚洲联盟」处在冷战并随时可能擦枪走火使用「氢武器」。本章开始，德州-阿肯色的国防部长在记者招待会上坚决否认在太空佈署武器。修道院现任院长则尔奇得到教廷指示，开动代号「信众远行」，牵涉一辆“车辆”的秘密计划。同时，修道院的修士们测量到百万吨级的爆炸信号。随后德州-阿肯色政府报告亚洲联盟内部出现了核事故，又一座城市被毁灭。老隐士再度拜访修道院，则尔奇接到指示：信众远行计划的内容是：用一艘星际飞船送小批信众和教士去半人馬座α星的殖民地，以保证即使地球完全毁于核战，教会也能延续。当天晚上，亚洲联盟用核武器攻击了德州-阿肯色的首都，世界法庭命令双方停火十天。
修道院现在被大量核武器的幸存者所占据。政府设立了包括安乐死服务的临时医院，但院长则尔奇出于信仰原因强烈反对安乐死。当晚十天的停火结束，双方据说正在进行“外交会谈”。但从梵蒂冈传来的消息说，教皇已经停止了为和平祈祷，说明战争迫在眉睫。第二天，则尔奇在路上搭载了一对遭受严重辐射伤的母女，对话中发现她们正在前往安乐死营，于是劝母亲不可自杀[2]。车到安乐死营，母女在警察和政府医生的攙扶下下了车，则尔奇一怒之下打了人。当晚核战爆发，修道院被炸平，则尔奇半身被压在瓦砾下，看到被轰炸翻出来的杰拉德头骨（见第一部分），在经历了新的宗教觉悟后死去。在最后一章，全球出现蘑菇云的时候，教会的飞船升空，最后一个进舱的教士用拉丁文祈祷「世界就这样消逝」。